# Marcuskerk (Belgrado)
De Kerk van de Heilige Marcus (Servisch: Црква Светог Марка) is een Servisch-orthodox kerkgebouw in de Servische hoofdstad Belgrado. De kerk is gelegen in het Tašmajdan park, in de buurt van het Servische parlement. De kerk werd gebouwd in de Servisch-byzantijnse stijl door de gebroeders Krstić nabij de plaats van een oudere Marcuskerk uit 1835 en werd voltooid in 1940. Het is een van de grootste kerken van het land. Naast de Marcuskerk staat een kleine Russisch-orthodoxe kerk. De kerk, gewijd aan de evangelist Marcus, werd gebouwd tussen de beide Wereldoorlogen in de jaren 1931-1940. Het interieur is nog altijd niet voltooid.

## Geschiedenis
De oude Marcuskerk stond iets ten zuiden van de huidige Marcuskerk en werd gebouwd toen de Turkse troepen nog in de stad waren gekwartierd. Voor de orthodoxe bevolking van de stad was de bouw van de Marcuskerk daarom een belangrijke gebeurtenis. De oude Marcuskerk bestond tot het begin van de Tweede Wereldoorlog toen de Duitsers de stad bombardeerden op Palmzondag, 13 april 1941, waarbij de kerk vlam vatte en zodanig verbrandde dat de geblakerde resten van de kerk in 1942 moesten worden geruimd. De snelle groei van de stad en de toename van het aantal bewoners in het begin van de 20e eeuw maakte de bouw van een grotere kerk in de wijk Palilula noodzakelijk. Oorlogen verhinderden echter de bouw tot 1930, toen de gebroeders Petar en Branko Krstić, architecten uit Belgrado, de plannen ontwierpen voor een nieuwe Marcuskerk. Het uitbreken van de Tweede Wereldoorlog verhinderde de volledige voltooiing van de kerk, alleen de bouwwerkzaamheden werden afgerond.
De huidige Marcuskerk is gebouwd in de geest van de middeleeuwse Servische architectuur en alhoewel de kerk veel groter is vertoont de Marcuskerk gelijkenissen met het Klooster Gračanica in Kosovo.